# Джон Голт

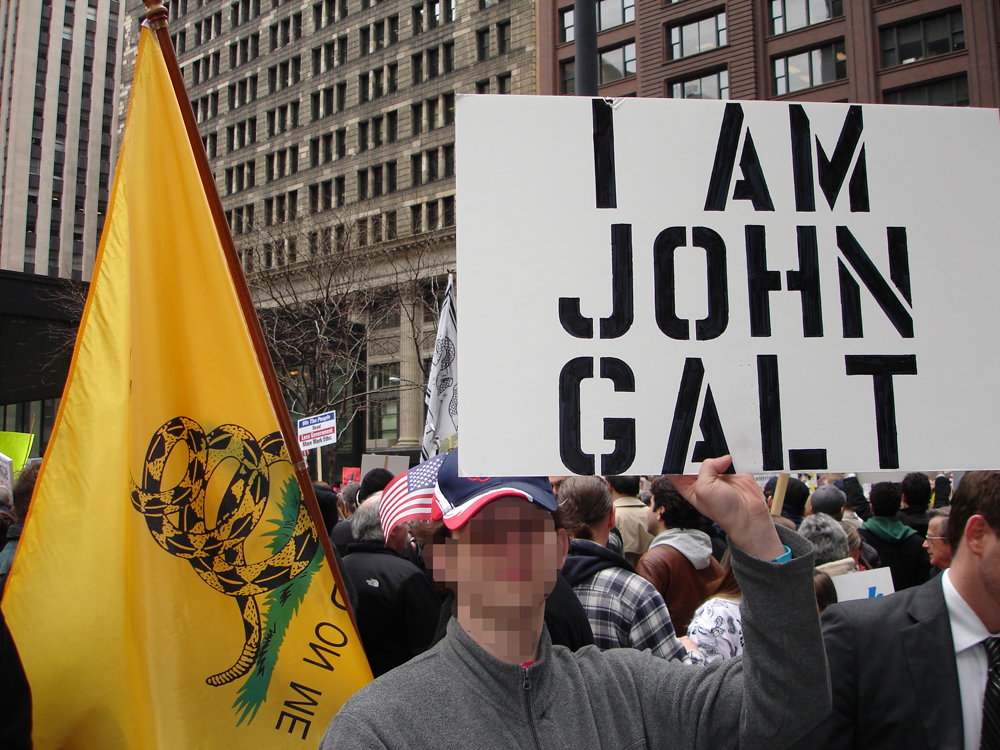
Я — Джон Голт. Протестующий на акции Движения чаепития (Чикаго, 2009).

Джон Голт (также есть вариант перевода Джон Галт; англ. John Galt) — один из главных героев романа Айн Рэнд «Атлант расправил плечи». 
Несмотря на то, что человек с этим именем появляется лишь в третьей части романа, он незримо присутствует с самых первых строк, так как является героем вопроса-поговорки, задаваемого в разных ситуациях многими персонажами: «Кто такой Джон Голт?». В начале это имя не персонифицировано. К середине романа выясняется, что Голт является изобретателем нового типа электродвигателей. В то же время он олицетворяет индивидуализм в самом широком смысле, доводя его трактовку до уровня философского обобщения. Он служит контрапунктом общественной и экономической структуры, изображённой в романе. Роман описывает общество, в основе которого лежат бюрократия и культура, восхваляющая эгалитаризм, социальную ответственность предпринимателей перед обществом. Джон Голт становится первым, кто сознательно и открыто отказывается признавать общественные интересы выше своих личных. В дальнейшем он начинает убеждать других талантливых людей в различных областях (музыкантов, изобретателей, банкиров, промышленников) прекратить свою деятельность, чтобы своими действиями они не поддерживали систему, направленную на достижение социальных интересов в ущерб их личной выгоде. В романе автор обобщает образ талантливых людей и сопоставляет их с метафорическим Атлантом, держащим на себе весь мир.
Действия Голта, инженера по профессии, включают в себя отказ от бесплатного предоставления своих талантов. Он организовывает и возглавляет «забастовку» промышленников и предпринимателей против «бандитов» (охлократии), призванную «остановить двигатель мира». Суть идеологии Голта — не продавать интеллект, не соглашаться на передачу результатов своих исследований (или иную работу мысли) в пользу общества или каких-либо иных людей. Результат должен всецело принадлежать тому, кто является его автором. Это одна из центральных идей романа.
Сюжет содержит слухи и легенды о личности Джона Голта. Настоящая личность Голта появляется лишь во второй половине романа как результат продолжительных поисков Дагни Таггерт, героини романа. Впоследствии становится понятным, что Голт встречается в романе и ранее как «таинственный рабочий».

## Предыстория
Сын автомеханика из Огайо, Голт покинул родительский дом в двенадцать лет и поступил в колледж Патрика Генри в шестнадцать. Там он подружился с Франсиско Д’Анконией и Рагнаром Даннехёлдом. Все трое специализировались в физике и философии. Они были лучшими учениками блестящего учёного Роберта Стэдлера и выдающегося философа Хью Экстона.
После выпуска Голт стал инженером на заводе «Двадцатый век», где он изобрёл революционный двигатель, использующий при работе статическое электричество. Изобретение потенциально способно изменить мир. Как и Эллис Уайетт, он создает то, что много лет до него считалось невозможным. Когда владельцы компании решают управлять фабрикой в духе коллективизма, («От каждого по способностям, каждому по потребностям»), Голт объявляет о своём уходе, объявив о намерении «остановить двигатель мира». Бродяга, работавший в то время в «Двадцатом веке», говорит Дагни Таггерт, что именно тогда появился вопрос: «Кто такой Джон Голт?». Голт организует забастовку талантливых людей. Прежде всего он оказывает влияние на изобретателей, бизнесменов и промышленников, призывая их бастовать против законов, нарушающих их права. Голт лично встречается с наиболее успешными капиталистами и систематически склоняет их последовать его примеру: один за другим они уничтожают свой бизнес. Эта забастовка служит фоном событий романа, это тайна, которую пытается разгадать Дагни Таггерт, считая Голта своим врагом (изначально роман назывался The Strike — «Забастовка»).
Отошедшие от дел промышленные магнаты, ведомые Голтом, втайне создают собственное общество — скрытый анклав индивидуалистов, живущих в «Ущелье Голта» — городе, построенном высоко в горах Колорадо. Дагни находит эту общину, преследуя самолёт с талантливым инженером Квентином Дэниелсом, также решившим присоединиться к «забастовке».

## «Кто такой Джон Голт?»

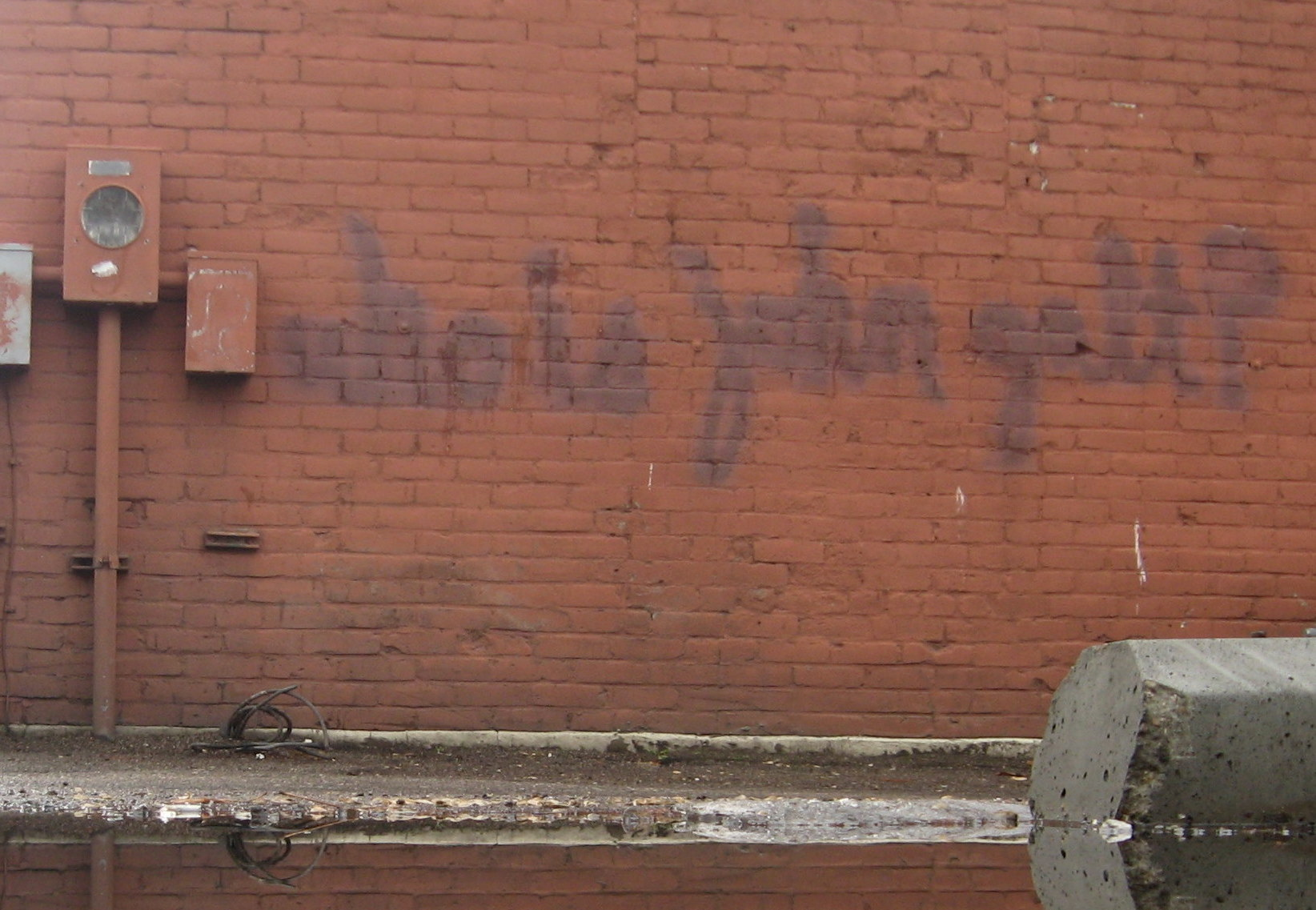
Фраза «Кто такой Джон Голт?» (Who Is John Galt), написанная на стене в стиле граффити (Бойсе, Айдахо, 2009).

«Кто такой Джон Голт?» (англ. Who is John Galt?) — ключевая фраза романа «Атлант расправил плечи». Этот вопрос задаёт Эдди Уиллерсу бездомный на улице вечернего Нью-Йорка. Впоследствии вопрос в романе многократно повторяют и интерпретируют разные люди.

— Мы не вправе рисковать, — поддакнул машинист. — Кто бы ни был сейчас виноват, если мы сдвинемся с места, то станем виноватыми сами. Поэтому мы останемся на месте до получения соответствующего распоряжения.

— А если такового не поступит?

— Рано или поздно кто-нибудь да появится.

— И как долго вы намерены ждать?

Машинист пожал плечами:

— А кто такой Джон Голт?

— Он хочет сказать, — пояснил кочегар, — что не надо задавать бесполезных вопросов.
— Айн Рэнд, «Атлант расправил плечи», часть первая
Во время открытия железнодорожной ветки «Линия Джона Голта» на вопрос репортёра «кто такой Джон Голт?» Дагни Таггерт отвечает: «Все мы!».

## История
- Ключевой раздел романа — речь Джона Голта — автор писала два года.